# 颜鹏
颜鹏（1996年1月6日—），中国男子篮球运动员。曾联同队友李浩南、高诗岩和胡金秋代表中国参加2020年夏季奥林匹克运动会男子三对三篮球比赛。结果获得第八名。